# Рябово (Красногорський район)
Ря́бово (рос. Рябово) — присілок в Красногорському районі Удмуртії, Росія.

## Населення
Населення — 41 особа (2010; 54 в 2002).
Національний склад станом на 2002 рік:
- росіяни — 72 %
- удмурти — 28 %